# Rijksheerlijkheid Landskron
Landskron was een rijksheerlijkheid binnen het Heilige Roomse Rijk. De heerlijkheid was niet bij een kreits ingedeeld.  Landskron of Landskrone is thans een burchtruïne in Bad Neuenahr-Ahrweiler in Rijnland-Palts.
In 1206 liet koning Filips van Zwaben in de strijd tegen de tegenkoning Otto IV een vesting met de naam Landiscrone bouwen. Toen in 1214 de macht van keizer Otto IV was gebroken, werd Landskron door koning Frederik II belegerd. Pas in 1215 gaf de burcht onder van Sinzig zich over. Sindsdien bleef de burcht als rijksbezit in het beheer van de rijksministerialen uit het huis Sinzig, die zich van Landskron noemden.
De gelijknamige heerlijkheid strekte zich ten noorden van de Ahr uit. Na het uitsterven van de heren van Landskron vonden er veel wisselingen van eigenaar plaats. De volgende families waren in het bezit van de heerlijkheid: van Eynenburg, van Tomburg, van Quadt en omstreeks 1800 werden de vrijheren van Stein mede-eigenaar. Ook de graven van Nesselrode hadden een aandeel in het bezit.
Nadat de hertog van Gulik een aandeel in de burcht en de heerlijkheid had verworven, kwam er in 1659 een Guliks garnizoen in de burcht. In 1677 werd de burcht zozeer door brand verwoest, dat een wederopbouw niet lonend was. De resten werden in 1682 afgebroken.
De heerlijkheid werd in 1795 bij Frankrijk ingelijfd. Het Congres van Wenen voegde de voormalige rijksheerlijkheid in 1815 bij het koninkrijk Pruisen.

## Incorrecte informatie
In het boek Geographie der Busching van Büsching uit 1779 wordt de heerlijkheid geplaatst op de grens van het prinsbisdom Münster en het graafschap Mark. Deze informatie is herhaald in latere publicaties, o.a in de eerste drukken van Köbler. De heerlijkheid Landskron zou volgens deze opvatting in 1806 bij het groothertogdom Berg zijn gekomen. Reeds Chr. v. Stramberg weerlegt deze opvatting in 1837.